# 레크강

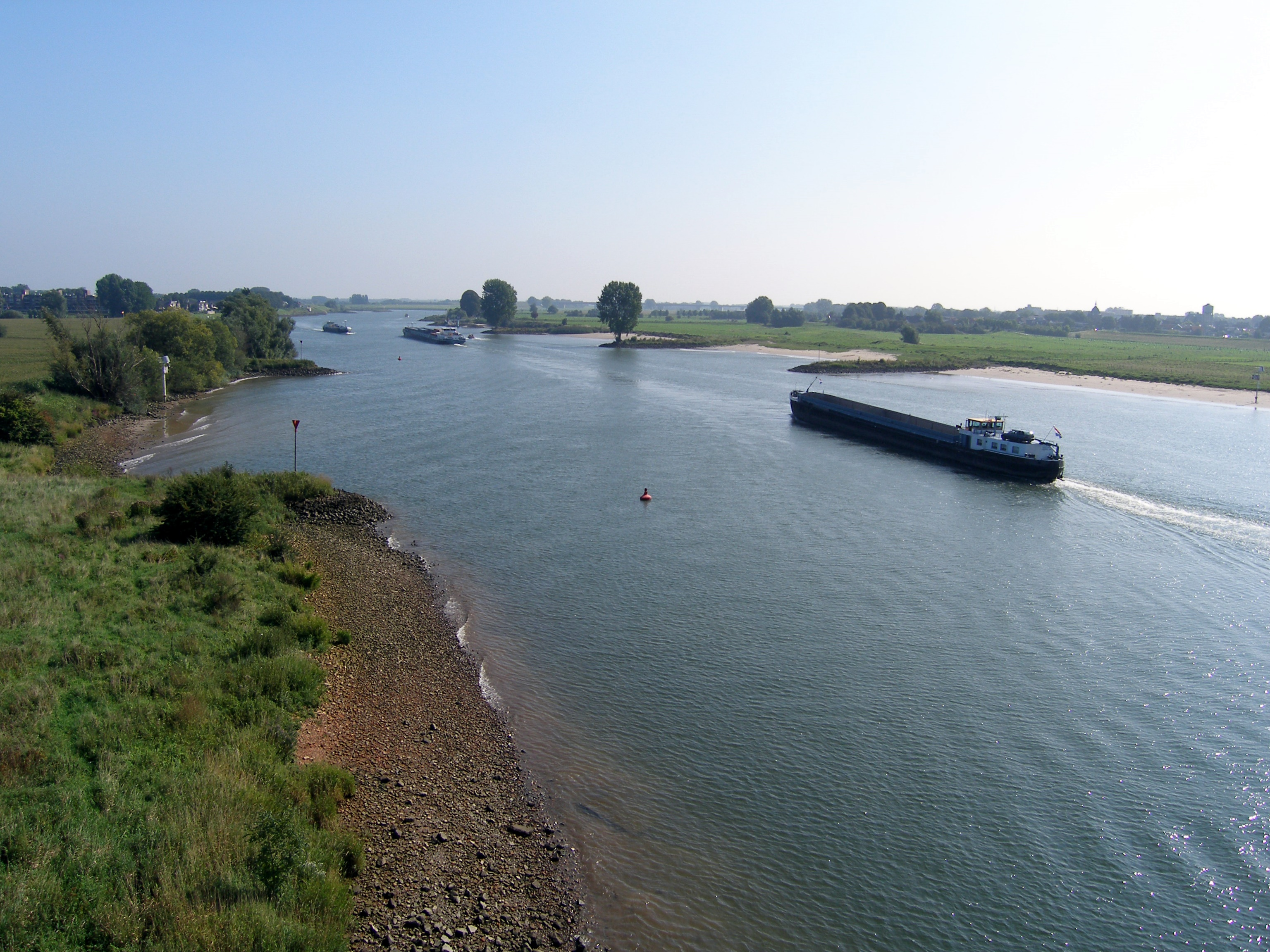
레크강

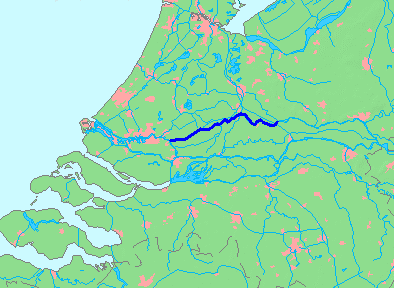
레크강의 위치

레크강(네덜란드어: Lek)은 네덜란드 위트레흐트주, 자위트홀란트주에 위치한 강으로 길이는 62km이다. 라인강-뫼즈강-스헬더강 삼각주 지대에 위치한 강 가운데 하나이다.
위트레흐트 주, 자위트홀란트 주, 헬데를란트주 간의 경계 지점을 형성하는 강이다. 암스테르담-라인 운하, 메르베더 운하(Merwede)와 직행 교차하며 남쪽으로는 발 강(Waal)과 접한다. 자위트홀란트 주에 위치한 킨데르데이크 마을에서 니우어마스 강(Nieuwe Maas)과 합류한 다음에는 북해 방향으로 흘러간다.